# Vrana (samhälle)
Vrana är ett samhälle i Kroatien.   Det ligger i länet Zadars län, i den södra delen av landet, 210 km söder om huvudstaden Zagreb. Vrana ligger 118 meter över havet och antalet invånare är 724.
Terrängen runt Vrana är lite kuperad. Runt Vrana är det glesbefolkat, med 8 invånare per kvadratkilometer. Närmaste större samhälle är Biograd na Moru, 8,9 km väster om Vrana. Trakten runt Vrana består till största delen av jordbruksmark.